# Daniel Rogelin
Daniel Walter Rogelin est un coureur cycliste brésilien né le 13 octobre 1972 à Concórdia. Il a notamment participé aux Jeux olympiques d'été de 1996 à Atlanta.

## Biographie
En 1999, il termine meilleur grimpeur du Tour du Chili et du Tour d'Uruguay.

## Palmarès
- 1994
  - Circuito Boa Vista
- 1995
  - Tour du Mercosul
  - Tour de Porto Seguro
- 1996
  - Tour de Santa Catarina
  - 10e étape du Tour d'Uruguay
- 1998
  - 2e et 6e étapes du Tour d'Uruguay
- 1999
  - Tour de Santa Catarina
  - 2e du Torneio de Verão
- 2000
  - 1re étape du Tour de Santa Catarina
  - 2e du Torneio de Verão
  - 2e du championnat du Brésil sur route
  - 2e de la Prova Ciclística 9 de Julho
- 2001
  -  Champion du Brésil sur route
  - 2e du Torneio de Verão
  - 2e du Tour de Santa Catarina
- 2002
  - Tour de Rio
  - 2e du Torneio de Verão
- 2006
  - Copa Cidade Canção
  - 4e et 11e étapes du Tour de Santa Catarina
- 2007
  - 1re étape du Tour de Santa Catarina (contre-la-montre par équipes)
  - 3e du Torneio de Verão
- 2008
  - Classement général du Torneio de Verão
- 2013
  - 2e de la Copa Cidade Canção

## Classements mondiaux
| Année            | 2005 | 2006 | 2007 | 2008 | 2009 | 2010 | 2011 | 2012 |
| ---------------- | ---- | ---- | ---- | ---- | ---- | ---- | ---- | ---- |
| UCI America Tour | 317e |      |      |      | 374e |      | 235e | 238e |